# Richard Marner
Richard Marner (São Petersburgo, Rússia, 21 de Março de 1922 – Escócia, 18 de Março de 2004) foi um actor russo-britânico.
É mais conhecido pelo seu trabalho na série cómica de televisão 'Allo 'Allo! onde interpretava a personagem Coronel Erich Von Strohm.

## Biografia
Nasceu como Alexander Molchanoff na antiga União Soviética. Falava fluentemente russo, inglês, francês e alemão. Era o filho mais velho do Coronel Paul Molchanoff, militar de um dos regimentos do regime soviético.
Em 1924, toda a sua família deixou a Rússia e emigrou para a Finlândia e depois para a Alemanha antes de se fixar em Londres, onde a avó de Alexander, Olga Novikov (conhecida na família como Babushka London), viveu em Harley Street.
Após ser educado na Monmouth School no País de Gales, tornou-se assistente do tenor russo Vladimir Rosing, que chegou a actuar em Covent Garden. Durante a Segunda Guerra Mundial juntou-se á Royal Air Force e foi mandado para a África do Sul, juntamente com Air Training Corps. Após ser considerado inválido, mudou o seu nome para Richard Marner e começou a sua longa carreira, quer no palco ou como actor de cinema.
Um dos seus primeiros papéis como Drácula, é ainda considerado como uma das melhores interpretações do género. Nos seus filmes incluem-se o You Only Live Twice, The Boys from Brazil, The Spy Who Came in from the Cold, The African Queen, e o filme suíço Four in a Jeep, em que ele fez todo o diálogo em russo. Participou no filme para televisão Birth of the Beatles, como Club Boss.
Nos trabalhos mais recentes, está a participação em Lovejoy em 1994 e no filme The Sum of All Fears, no papel de presidente da Rússia.
Morreu em Perth, na Escócia, tendo deixado mulher, igualmente actriz Pauline Farr (que mantém o nome Molchanoff), filha e três netos.